# Libera (Verein)

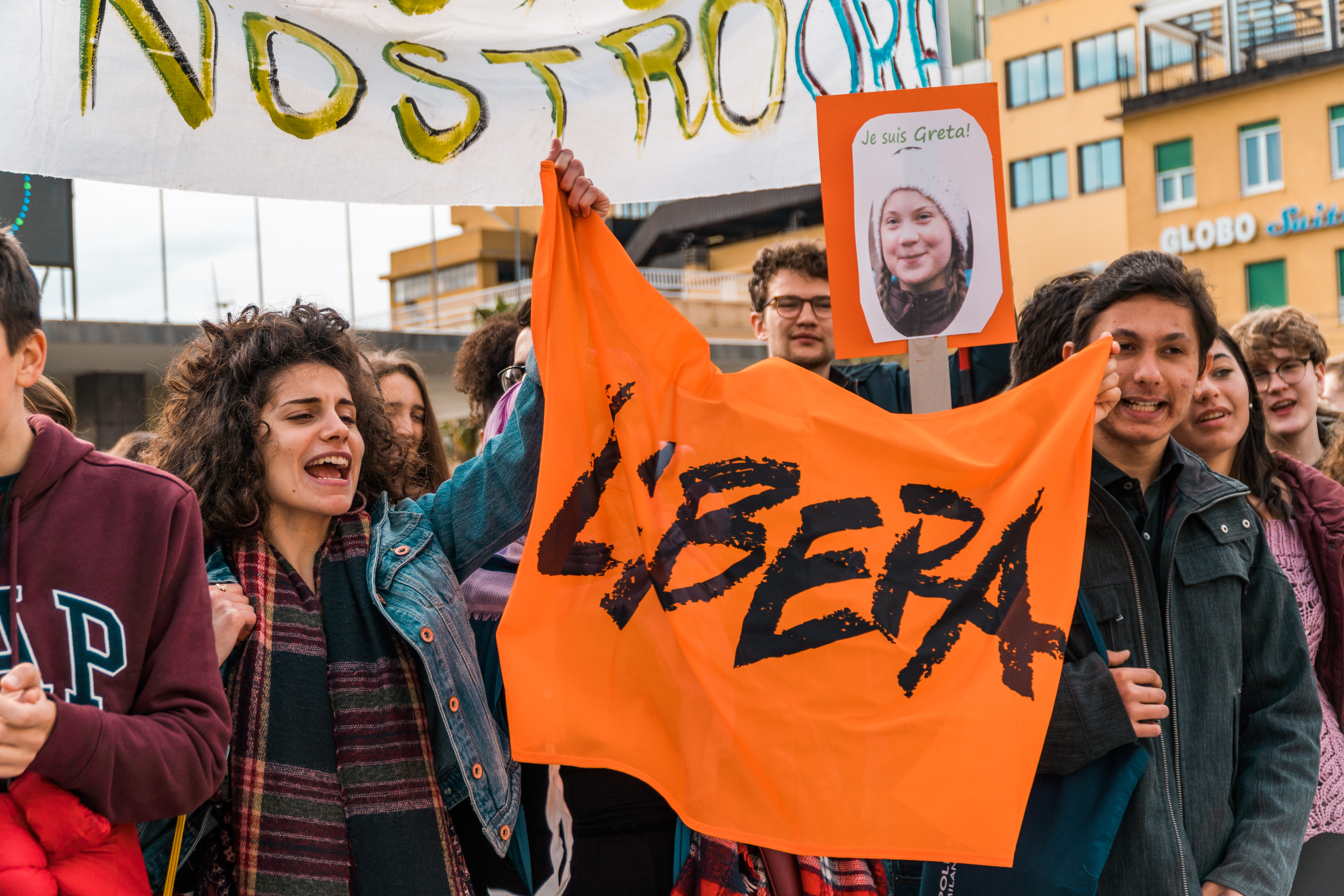
Banner bei einer Friday-for-Future-Demonstration, 2019.

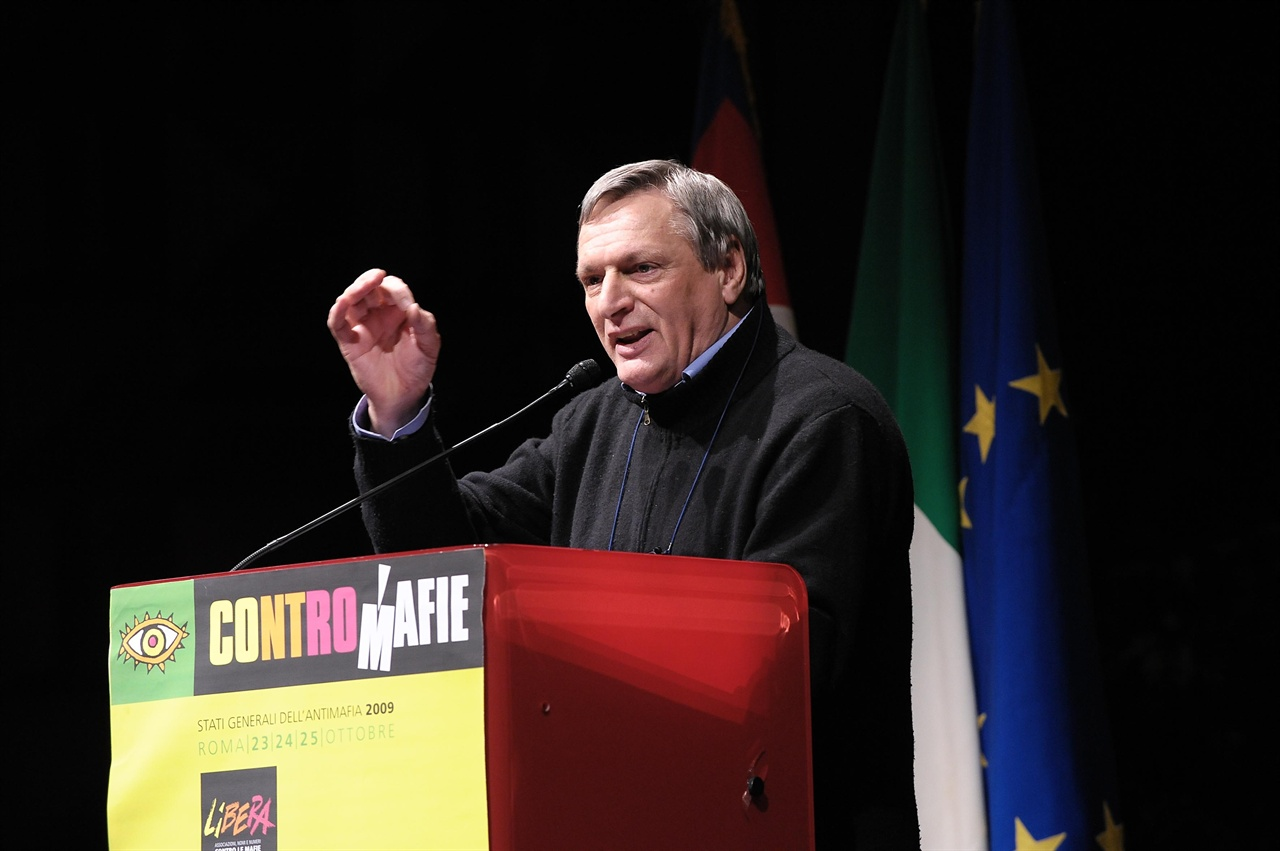
Kaplan Ciotti auf der Konferenz "Contromafie gli Stati Generali dell'Antimafia" in Anwesenheit des Staatsoberhauptes, 2009

Liberia (tatsächlich Libera. Associazioni, nomi e numeri contro le mafie) ist ein italienischer, politischer Verein, der sich gegen die Mafia verschrieben hat. Unter dem Vorsitz von Luigi Ciotti – bekannt als Don Ciotti – fördert er seit 1995 die Zivilgesellschaft im Kampf gegen die organisierte Kriminalität und der Schaffung einer Gesellschaft, die ohne die wirtschaftliche Monopolisierung auskommt. Inzwischen werden mehr als 1600 Organisationen unterstützt, die auf nationaler und internationaler Basis zur Bekämpfung der organisierten Verbrechen beitragen.
Die Carta des Vereins benennt „die Förderung der Bürgerrechte, der Kultur der demokratischen Legalität und der sozialen Gerechtigkeit, die Aufwertung des Gedenkens an die Mafiaopfer und den Widerstand gegen die Vorherrschaft der Mafia“ als ihre wesentlichen Vereinsziele.
Damit verbunden sind zahlreiche Forderungen an die Politik und Justiz, beispielsweise die Verpflichtung, das Gesetz 109/ 96 über die soziale Nutzung des von der Mafia beschlagnahmten Eigentums vom 7. März 1996 anzuwenden, die Erziehung zur demokratischen Legalität, das Engagement gegen die Korruption und die Nutzung der Anti-Mafia-Trainingslager, die Projekte für Arbeit und Entwicklung sowie die Aktivitäten gegen Wucher. Libera hat im Laufe seiner Existenz zahlreiche Initiativen zu den von der Mafia beschlagnahmten Handelswaren angestoßen.

## Geschichte
Der Verein wurde am 25. März 1995 in Rom mit dem Ziel gegründet, die Zivilgesellschaft zu stärken durch bessere Handhabung bestehender und zu entwickelnder Gesetze im Kampf gegen die Mafia. Ihr erster Erfolg war die Sammlung von einer Million Unterschriften für den Gesetzentwurf, der ein Jahr später als Disposizioni in materia di gestione e destinazione di beni sequestrati o confiscati (Bestimmungen über die Verwaltung und den Verbleib von beschlagnahmten oder eingezogenen Vermögenswerten) vom Parlament verabschiedet wurde. Die mit Abstand größte Anwendung dieses Gesetzes findet in der Autonomen Region Sizilien statt. 2006 betrug der Vermögenswert in ganz Italien mehr als 400 Mio. Euro.

## Ehrungen
- 2009: als eine der besten Organisationen der integrierten Zivilgesellschaft vom Europäischen Wirtschafts- und Sozialausschuss (EWSA)
- 2012: in die Liste der hundert besten Nicht-Regierungs-Organisation der Welt von der Schweizer Zeitschrift The Global Journal aufgenommen: Sie ist die einzige italienische Organisation in dieser Rangliste, die sich dem "Community Empowerment" und dem Non-Profit-Bereich widmet.[3]